# Badkar

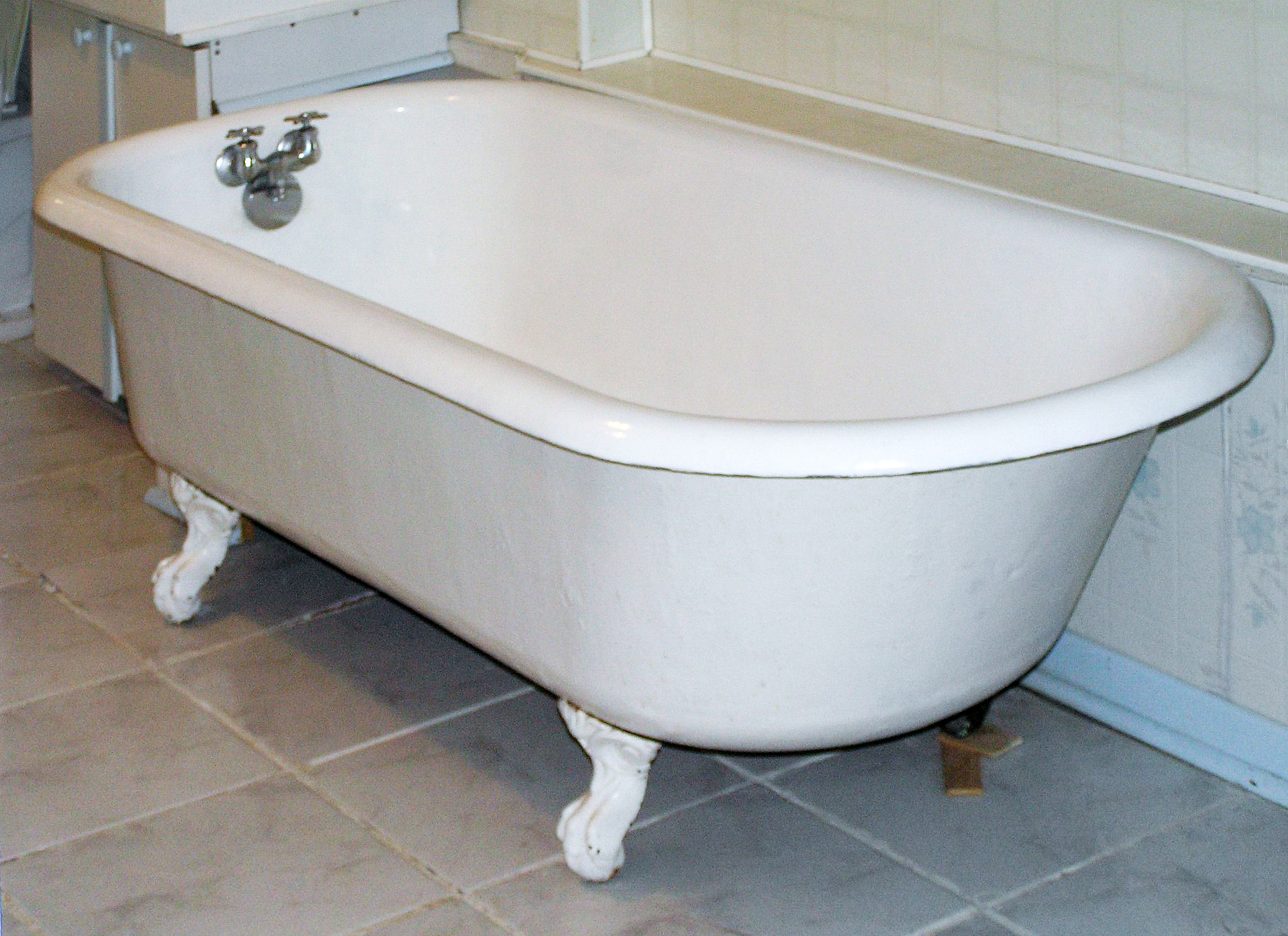
Ett badkar.

Badkar är en badrumsmöbel för bad. Ett badkar kan vara en fristående möbel eller inmurad i väggen.

## Historia
Även om badkaret i sig har lång historia, var det först i mitten av 1900-talet som det blev vanligt i hem. De som inte hade badkar fick antingen bada i en badbalja, ofta framför vedspisen, eller uppsöka ett offentligt badhus. Hygienvanorna såg annorlunda ut fram till mitten av 1900-talet och i många länder var det vanligt att man bara badade och tvättade kroppen på lördagarna och vid festliga tillfällen.
I början av 1900-talet var det förmögna som hade inredda badrum med badkar och rinnande vatten. Vattnet kunde bland annat värmas med gaseldade varmvattenberedare. Badkaren skulle vara eleganta, precis som andra badrumsdetaljer. I Sverige blev badrum med badkar vanliga i nybyggda hus under 1940-talet. Det var meningen att man skulle sitta i badkaret, därför kaklades bara nederdelen av badrumsväggarna. Under 1950-talet började badkaren av gjutjärn ersättas av badkar i pressad plåt. Samtidigt blev det möjligt att använda både kallt och varmt vatten samtidigt, även om man var tvungen att vrida på två kranar. En av nyheterna under 1970-talet var badkar med avtagbar front, vilket skulle underlätta rengöring. Det blev också allt vanligare att dusch ersatte badkar. Badkaren hade varit ganska standardiserade, men i synnerhet från 1980-talet såldes exklusiva badkar i nya former och med olika finesser, såsom bubbelbad.

### Etymologi
Ordet badkar är belagt i svenska språket sedan 1587.

## Utformning
Det är ofta ett stort kar av emaljerad plåt som står på individuellt höj- och sänkbara fötter som kan få karet i balans även på inte helt plana golv. Om det inte är inmurat i badrumsväggen brukar det förses med gavlar och sidor efter behov för att estetiskt passa ihop med den övriga badrumsinredningen. Badkaret placeras i badrummet oftast i kontakt med åtminstone en vägg och där finns även vattenkranar och oftast en handdusch.
Det finns badkar med inbyggda jetstrålar som masserar kroppen, ofta kallade jacuzzi eller bubbelbad, och badtunnor som används utomhus.
Ett karbadhus är ett badhus utan bassäng, istället har det ett antal badkar.

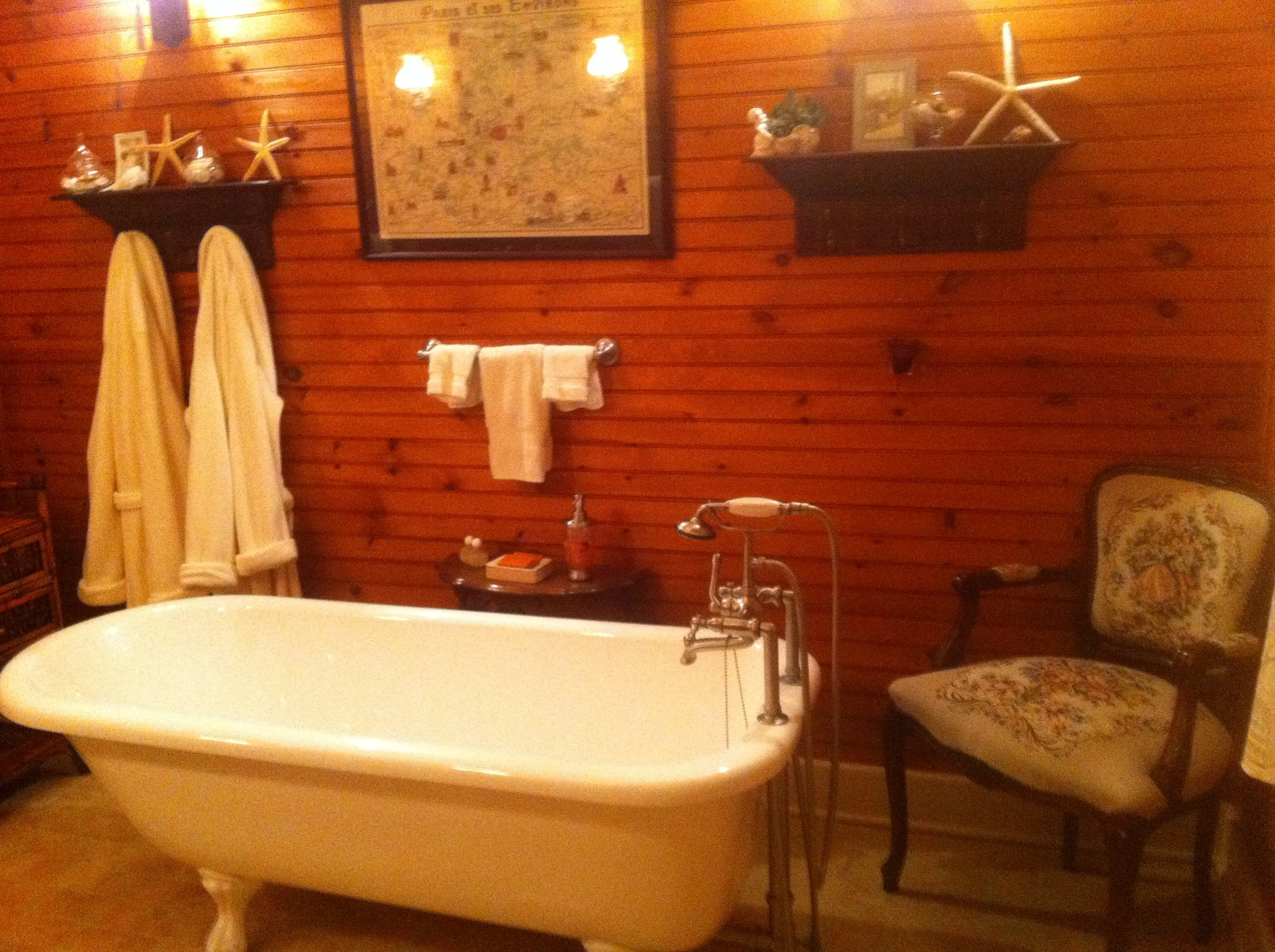
Fristående badkar.
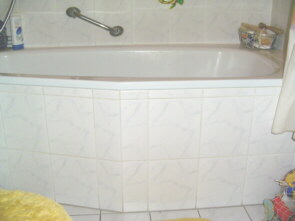
Inbyggt badkar.
Badkar av förtennad koppar, 1700-tal, Skoklosters slott.